# Ambara murthyi
Ambara murthyi är en insektsart som först beskrevs av Mathew och K. Ramakrishnan 1994.  Ambara murthyi ingår i släktet Ambara och familjen dvärgstritar. Inga underarter finns listade i Catalogue of Life.